# Eisenbahnunfall von Hanau 1954
Der Eisenbahnunfall von Hanau am frühen Morgen des 27. April 1954 war die Flankenfahrt eines Nahverkehrszuges in den Skandinavien-Express bei dessen Einfahrt in den Hanauer Hauptbahnhof. Vier Tote und 97 Verletzte waren die Folge.

## Ausgangslage
Die zweigleisige Frankfurt-Bebraer Eisenbahn führt von Frankfurt durch die Nordseite des Hanauer Hauptbahnhofs und weiter nach Fulda und Bebra. Von Frankfurt bzw. Offenbach kommend zweigt westlich von Hanau (heute Bahnhofsteil Hanau Mainbrücke) nahe der Steinheimer Mainbrücke eine zweigleisige Verbindungsstrecke zur Südseite des Hanauer Hauptbahnhofs ab.
Für den aus Basel über Frankfurt kommenden Skandinavien-Express, der nach Großenbrode Kai weiterfahren sollte, war an der Verzweigung eine Fahrstraße zur Nordseite eingestellt. Der Zug hatte 20 Minuten Verspätung.
Ein von der Odenwaldbahn kommender Personenzug war zuvor in den südlichen Teil des Hanauer Hauptbahnhofs eingefahren und sollte seine Fahrt in Richtung Frankfurt fortsetzen. Dazu musste er über die Verbindungsstrecke fahren und dann an der Mainbrücke das Richtungsgleis nach Hanau der Frankfurt-Bebraer Eisenbahn kreuzen, um auf das Richtungsgleis nach Frankfurt zu gelangen.

## Unfallhergang
Der Nahverkehrszug hatte Ausfahrt aus dem Hanauer Hauptbahnhof erhalten. Das darauffolgende Lichtsignal, das die Verzweigung deckte, zeigte noch Halt. Zur gleichen Zeit überquerte aus entgegengesetzter Richtung der Skandinavien-Express die Mainbrücke. Der Lokomotivführer des Nahverkehrszuges überfuhr das ihm „Halt“ gebietende Signal und die Lokomotive des Personenzuges fuhr in die Flanke der Lokomotive des Skandinavien-Express. Dessen Zugpersonal hatte die Katastrophe kommen sehen und noch eine Schnellbremsung eingeleitet. Der Zug fuhr zum Unfallzeitpunkt aber immer noch ca. 60 km/h. Lokomotivführer und Heizer der Schnellzuglokomotive sprangen vor dem Zusammenstoß ab und blieben weitestgehend unverletzt. Durch die Wucht des Aufpralls stürzte die Schnellzuglokomotive vom Bahndamm. Deren zuvor abgesprungener Lokführer und Heizer konnten noch den Dampf aus der umgestürzten Dampflokomotive ablassen, um eine drohende Kesselexplosion zu verhindern. Die der Lokomotive unmittelbar folgenden Wagen, ein Packwagen und ein Speisewagen, wurden zertrümmert, die dann folgenden Personenwagen schwer beschädigt. In den Trümmern starben eine Reisende, der Zugführer und zwei Schaffner. Darüber hinaus gab es 97 Verletzte.

## Ursachen
Der Lokführer des Personenzuges gab an, bei dem erst kurz zuvor montierten Lichtsignal „Freie Fahrt“ erkannt zu haben, also ein grünes Licht. Es konnte nicht ausgeschlossen werden, dass durch die Lichtverhältnisse tatsächlich ein solcher Eindruck entstanden war. In der Folge wurden Lichtsignale mit Blendschutz versehen, um solche Täuschungen auszuschließen.